# Sutaren, Åland
Sutaren är ett skär i Åland (Finland). Det ligger i Skärgårdshavet och i kommunen Brändö i landskapet Åland, i den sydvästra delen av landet. Ön ligger omkring 61 kilometer nordöst om Mariehamn och omkring 230 kilometer väster om Helsingfors. Sutaren ligger 1 meter över havet.
Öns area är 1,1 hektar och dess största längd är 170 meter i sydöst-nordvästlig riktning. Trakten är glest befolkad. Närmaste större samhälle är Brändö, 10,3 km öster om Sutaren.